# Rudolf Karl Wagner
Rudolf Karl Wagner (* 15. Februar 1904 in Groß Pesrchnitz im Landkreis Militsch in Schlesien; † im 20. Jahrhundert) war ein deutscher Landrat.

## Leben
Nach dem Abitur am Matthias-Gymnasium Breslau im Jahre 1923 studierte Wagner Rechtswissenschaften an der Universität Breslau und legte 1926 sein erstes juristische Staatsexamen ab. 1930 folgte nach dem Referendariat die große Staatsprüfung. Nach einer dreijährigen Beschäftigung als Rechtsanwalt wurde er am 29. März 1933 mit der vertretungsweisen Leitung der Verwaltung des Landratsamtes Guttentag in Oberschlesien beauftragt. Von Januar 1934 bis zum 22. Juni 1937 leitete er als Landrat die Verwaltung des Kreises Guttentag. Anschließend war er bis zum 16. Juli 1938 Chef der Verwaltung des Landkreises Rothenburg (Oberlausitz). Er wechselte zur Polizei und wurde Vertreter des Polizeipräsidenten in Wuppertal. Am 1. November 1941 zum Regierungsdirektor ernannt, war er in den Monaten von März bis Juni 1943 mit der vertretungsweisen Wahrnehmung der Geschäfte des Polizeipräsidenten in Oberhausen beauftragt. Gegen Kriegsende war er in gleicher Position in Würzburg eingesetzt.
Wagner trat am 1. Januar 1931 in die NSDAP (Mitgliedsnummer 428.567) ein und war von Juli 1931 bis August 1932 NSDAP-Kreisleiter in Kreuzburg (Oberschlesien). Zum Jahresende 1932 trat er in die SS (Mitgliedsnummer 51.898) ein. Dort stieg er zum SS-Obersturmbannführer (Rang eines Oberstleutnants) auf und war vom 1. Dezember 1944 bis zum Kriegsende SS-Führer beim Stab des SS-Abschnitts IX in Würzburg. Er kam in Kriegsgefangenschaft. Über seinen weiteren Lebensweg gibt die Quellenlage keine Aufschlüsse.